# Kilteel
Kilteel är en ort i republiken Irland.   Den ligger i grevskapet Kildare och provinsen Leinster, i den östra delen av landet, 21 km sydväst om huvudstaden Dublin. Kilteel ligger 237 meter över havet och antalet invånare är 225.
Terrängen runt Kilteel är platt västerut, men österut är den kuperad. Runt Kilteel är det ganska glesbefolkat, med 34 invånare per kvadratkilometer. Närmaste större samhälle är Tallaght, 11,5 km nordost om Kilteel. Trakten runt Kilteel består i huvudsak av gräsmarker.